# 牧野宣成
牧野 宣成（まきの ふさしげ）は、丹後国田辺藩の第6代藩主。丹後田辺藩牧野家7代。

## 生涯
明和2年（1765年）7月8日、第5代藩主・牧野惟成の五男として江戸で生まれる。長兄の則成は病弱で廃嫡され、次兄の武成と三兄の福成は早世し、四兄の満成も病弱だったために世子に選ばれ、天明3年（1783年）に父が死去すると家督を継いだ。
寛政の改革では老中首座・松平定信のブレーンとして幕政に参与した。藩政では田辺城三の丸に藩校・明倫斎を創設して学問を奨励し、藩士子弟の教育振興に努めた。寛政4年（1792年）には80歳以上の百姓・町人に褒美を与え、凶作に備えて備蓄制度を整備している。文化元年（1804年）8月22日、病気を理由に家督を長男の以成に譲って隠居する。
文化8年（1811年）3月19日（幕府の記録では3月29日）に江戸で死去した。享年47。

## 系譜
- 父：牧野惟成（1728年 - 1783年）
- 母：カン
- 正室：タキ - 揚樹院、酒井忠恭の娘
  - 長男：牧野以成（1788年 - 1833年）
- 生母不明の子女
  - 女子：久子（慧光院） - 黒田直方正室
  - 次男：牧野允成
  - 女子：梅（法真院） - 増山正寧正室
  - 三男：牛窪登成
  - 四女：多加 - 酒井忠寧正室
  - 女子：川口恒久室